# 杉浦淳
杉浦 淳（すぎうら じゅん）は、日本の知的財産学者、特許権法学者、弁理士。
大阪工業大学知的財産学部知的財産学科教授、研究支援・社会連携センター長。元特許庁審判部第三部門審判長。大阪産業技術研究所・大阪商工会議所との共同推進機関OIT-P（Osaka Industrial Technology Platform; 地域産業技術プラットフォーム）のメンバー。
主な専門は、特許権法学（日本・アメリカ）、知的財産法・産業財産権法（特許・実用新案・商標/ブランド・意匠/デザイン）、知的財産管理（IPマネジメント）・技術マネジメントなど。

## 略歴
1987年横浜国立大学大学院工学研究科計画建設工学専攻修了。通商産業省（現在の経済産業省）特許庁に入庁。審査第二部土木審査官を務めた後、1996年外務省一等書記官として在モロッコ日本国大使館に駐在。特許庁帰任後は、2005年知的財産権研究所研究部長、2009年特許審査第一部アミューズメント審査監理官、2013年審判部第三部門審判長を務める。特許庁退官後、2015年大阪工業大学大学院知的財産研究科教授。2019年より同大学知的財産学部教授。
産官学連携・地域連携の学内ハブ機関である大阪工業大学研究支援・社会連携センターのセンター長も務め、知的財産管理（IPマネジメント）を行っている。特に、科学技術振興機構（JST）社会還元加速プログラム（SCORE）大学推進型採択プロジェクト「ハンズオン型起業支援プログラム」・「GAPファンドプログラム」（神戸大学と大阪工業大学との共同）では、研究者の技術シーズに基づく起業支援を通じてビジネスモデルの評価を行うとともに、「大学発新産業創出プログラム（START）」の申請やベンチャーキャピタル（VC）へ橋渡しのサポートも行っている。
社会人向け知的財産の啓蒙活動として、オンライン講座コミュニティ「Schoo」で「2025大阪万博で実現する大学発の技術シーズ」の講義や、大阪市立総合生涯学習センター・大学サテライトオフィス会OSAKA主催の「うめだカレッジ」2019での講師（テーマ：「知的財産の世界〜現代社会における知的財産の意味」）も担当している。
また、指導する知的財産学科の学生プロジェクトチーム「知財PR隊」が、近畿経済産業局主催の実践型課題解決プロジェクト｢Ai-SPEC」2017で優勝している（テーマ：中小企業における知財戦略の実践）。